# Parafia Matki Bożej z Góry Karmel w Bielsku Podlaskim
Parafia pw. Matki Bożej z Góry Karmel w Bielsku Podlaskim – parafia rzymskokatolicka należąca do dekanatu Bielsk Podlaski, diecezji drohiczyńskiej, metropolii białostockiej.

## Historia
Parafia została erygowana 11 lutego 1976 roku przez ks. bpa Władysława Jędruszuka. Pierwszym proboszczem był ks. prał. Wojciech Wasak.

## Obszar parafii

### Miejscowości i ulice
W granicach parafii znajdują się miejscowości:

- Biała,
- Bielanowszczyzna,
- Chraboły,
- Ciełuszki,
- Deniski,
- Haćki,
- Hryniewicze Duże,
- Hryniewicze Małe,
- Kaniuki,
- Knorozy,
- Kotły,
- Koźliki,
- Kożyno,
- Miękisze,
- Orzechowicze,
- Pasynki,
- Pawły,
- Pilipki,
- Ploski,
- Proniewicze,
- Rajsk (wraz z Kolonią Rajsk),
- Ryboły,
- Rzepniewo,
- Saki,
- Sobótka,
- Stacewicze,
- Stołowacz,
- Stupniki,
- Treszczotki
- Zubowo

oraz ulice w Bielsku Podlaskim (w północnej części miasta):
- Andersa,
- Białostocka,
- Błękitna,
- Broniewskiego,
- Czwartaków,
- Daniłowicza,
- Dąbrowskiego,
- Ekologiczna,
- Grunwaldzka,
- Harcerska,
- Jagiellońska (lewa od nr 21, prawa od nr 36),
- Kazanowskiego (zabudowa jednorodzinna po lewej i bloki nr 10, 24, 24 A),
- Kazimierzowska (lewa do nr 21),
- Kleberga,
- Kochanowskiego,
- Kołłątaja,
- Konopnickiej,
- Kowalska,
- Krasickiego,
- Kryniczna,
- Matejki,
- Mickiewicza (zabudowa jednorodzinna od nr 61 (lewa) i od nr 90 (prawa); bloki od nr 51 (lewa) i od nr 62 (prawa)),
- Miodowa,
- Młynowa,
- Ogrodowa,
- Okrężna,
- Piłsudskiego (prawa od nr 56, lewa od nr 49),
- Plater,
- Północna,
- Rejtana,
- Rzeczna,
- Sadowa,
- Sikorskiego,
- Skłodowskiej,
- Szkolna,
- Targowa,
- Torfowa,
- Tuwima,
- Widowska (lewa do nr 21, prawa do nr 28),
- Wschodnia,
- Wspólna,
- Zaciszna,
- Zamiejska,
- Zielona,
- Złota,
- Żwirki i Wigury (prawa strona cała, lewa do nr 43).